# Liste der Naturdenkmale in Moosburg (Federsee)
| Naturdenkmale | Anzahl |
| ------------- | ------ |
| FND           | 1      |
| END           | 1      |
| Gesamt        | 2      |

Die Liste der Naturdenkmale in Moosburg nennt die verordneten Naturdenkmale (ND) der im baden-württembergischen Landkreis Biberach liegenden Stadt Moosburg. In Moosburg gibt es insgesamt zwei als Naturdenkmal geschützte Objekte, davon ein flächenhaftes Naturdenkmal (FND) und ein Einzelgebilde-Naturdenkmal (END).
Stand: 1. November 2016.

## Flächenhafte Naturdenkmale (FND)
| Name                     | Bild | Kennung     | Einzelheiten                  | Position | Fläche Hektar | Datum |
| ------------------------ | ---- | ----------- | ----------------------------- | -------- | ------------- | ----- |
| Birkenallee              | BW   | 84260780002 | Bad Buchau, Kanzach, Moosburg | ⊙        | 1,5           |       |
| Legende für Naturdenkmal |      |             |                               |          |               |       |

## Einzelgebilde (END)
| Name                     | Bild | Kennung     | Einzelheiten | Position | Fläche Hektar | Datum |
| ------------------------ | ---- | ----------- | ------------ | -------- | ------------- | ----- |
| Birkenallee an der L 270 | BW   | 84260780001 | Moosburg     | ⊙        | 0,0           |       |
| Legende für Naturdenkmal |      |             |              |          |               |       |